# L'Auberge des Ardennes
L'Auberge des Ardennes est un opéra-comique en un acte composé par Aristide Hignard sur un livret de Jules Verne et Michel Carré[réf. nécessaire]. 
Il fut représenté pour la première fois sur la scène du Théâtre-Lyrique, le 1er septembre 1860.

## Argument
L'auberge est pleine ; Julien, le fils de l'aubergiste Richard, vient d'épouser Claudine, mais n'a plus d'autre chambre que... la cuisine. Voilà qu'on frappe : c'est Petit Pont, un voyageur attardé qui fuit l'orage. Richard lui assigne évidemment la cuisine, ce qui ne fait pas l'affaire de Julien. Celui-ci multiplie les allusions horrifiantes et Petit Pont se met à voir dans les propos de l'aubergiste des allusions sanguinaires : serait-il dans un repaire de bandits ? Décidé à faire déguerpir l'importun, Julien laisse ses amis se livrer à toutes les blagues qu'on réserve aux chambres à coucher de jeunes mariés. Quant Petit Pont, complètement déboussolé, veut s'enfuir, Julien commence par l'aider jusqu'à ce qu'il apprenne qu'il a affaire à l'huissier du père Martineau, le vieillard auquel il doit un viager. Dès lors, croyant que l'huissier est en route pour le saisir, il va tout faire pour le retenir. Mais il apparaît que c'était pour annoncer à Julien la mort de Martineau que Petit Pont s'était mis en route. « Happy end ».

## Personnages
- Le père Richard, aubergiste.
- Julien, son fils.
- Claudine, femme de Julien.
- M. Petit Pont.
- Gens de la noce.

## Commentaires
Jules Verne, qui avait démissionné au Théâtre-Lyrique de sa fonction de secrétaire en septembre 1855, n'avait pas pour autant abandonné la rédaction d'opéras-comiques. En 1856, deux pièces musicales avaient été acceptées, l'une audit Théâtre-Lyrique, l'autre à l'Opéra-Comique. Cette dernière était La Mille et deuxième nuit, qui ne fut jamais représentée. La réalisation se fit attendre, et une seule œuvre devait finalement voir le jour, quatre années après. C'est le cas de L'Auberge des Ardennes, ainsi rebaptisée à la place de l'ancien titre Bonne nuit !. Quelle est la raison de ce retard peu compréhensible ?
Deux explications complémentaires paraissent acceptables : tout d'abord, après la direction passagère de Pellegrin (1855 à 1856), celle de l'habitué Carvalho (1856 à 1860) favorisait les œuvres des compositeurs reconnus, au détriment des jeunes compositeurs. Et Aristide Hignard fut toujours considéré comme un débutant ! La deuxième raison se trouve dans la situation économique de la scène, qui s'avérait de plus en plus catastrophique.
La création de l’Auberge des Ardennes, le 1er septembre 1860, tomba donc dans une époque où l'histoire du Théâtre-Lyrique, du moins celle de son ancien immeuble, touchait à sa fin. En effet, après la faillite de Charles Réty (1826-1895), dernier directeur du théâtre, la salle fut fermée en 1862 et démolie l'année suivante au cours des travaux urbains du baron Haussmann, le boulevard du Temple étant sacrifié au percement du boulevard du Prince-Eugène (actuellement boulevard Voltaire). La nouvelle salle était installée place du Châtelet et ouvrit le 4 octobre 1862. Quant à Jules Verne, il venait de remettre à Hetzel son manuscrit de Cinq semaines en ballon et allait signer, deux semaines après, son premier contrat.

## Le livret
La scène se passe à nouveau dans une auberge, comme pour Les Compagnons de la Marjolaine. Cette fois, c'en est une qui est « isolée au milieu de la forêt des Ardennes », et Jules Verne en fait un lointain prédécesseur des innombrables opérettes que Charles Lecocq allait écrire sur le thème de la nuit de noces contrariée. Dans ce troisième opéra-comique, le héros déploie toute son ingéniosité pour bénéficier de la meilleure nuit de noces possible : Verne semble apprécier à nouveau sinon le mariage, du moins les nuits de noces... Quoiqu'une réplique fasse pour le moins rêver : « Est-ce qu'on se marie avec tout ce qu'on aime ? »
On le voit, le sujet est mince et il appartient à une « famille » connue, ce qui n'empêche pas sa variante vernienne d'être bien traitée. Dans ce troisième et dernier livret, Verne a acquis une incontestable technique, tant sur le plan dramatique que sur le plan lyrique. La première scène, où il aura pensé au début de La Dame blanche, est rondement menée. Dans l'ensemble, les personnages sont nettement plus consistants, le rythme plus soutenu et le texte infiniment plus amusant.

## La musique
La « chanson de la Folle Lisette » (« Lisette est une bonne fille »), avec son premier couplet mélancolique et son deuxième gai, est une trouvaille en fait d'humour musical et fut d'ailleurs très goûtée du public. Quant à l'air bouffe « Ah quel doux espoir ! Je vais faire un somme », entraînant et spirituel, il recueillit aussi les suffrages. La valse de l'ouverture fut également appréciée. La pièce se termine par la reprise du final du premier chœur.
L'Auberge des Ardennes fut représentée 20 fois : chaque opéra-comique de Verne était représenté moins souvent que son prédécesseur. Est-il trop aventureux de prétendre que, puisque les livrets s'amélioraient, c'est la musique qui devenait moins bonne, à mesure ? On est d'autant plus autorisé à le penser que c'est l'avis de G. Héquet qui écrivait que Hignard avait « fait beaucoup mieux déjà », ajoutant toutefois qu'il avait « été si peu exécuté, ou si vous préférez, si cruellement exécuté » que le critique devait bien avouer qu'il ne lui était « guère possible d'avoir une opinion sur son ouvrage », c'est-à-dire sur l'œuvre de Hignard en général.
La composition d'Hignard n'a pas été retrouvée.